# Histoire de Jersey

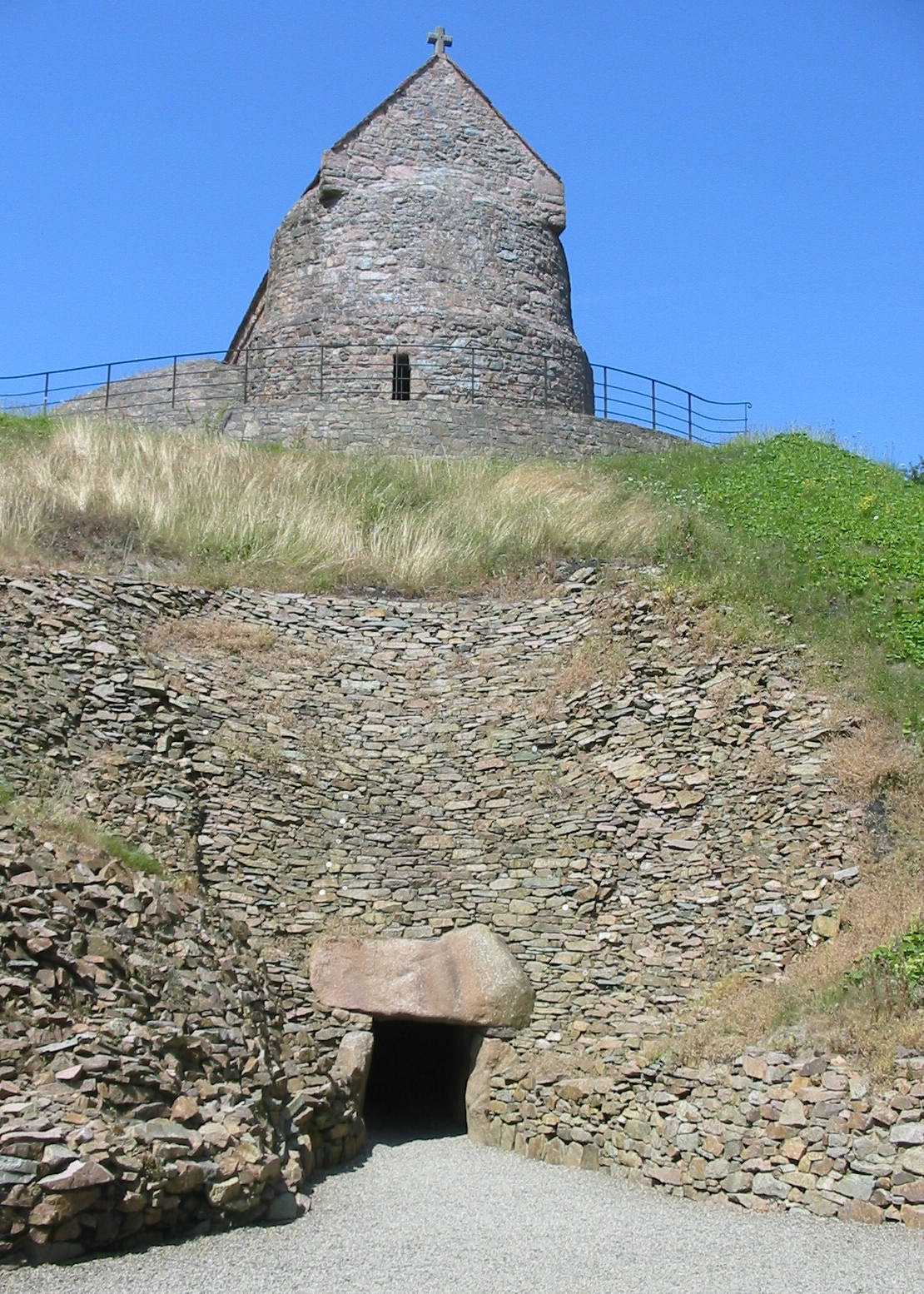
La Hougue Bie, monument néolithique et chapelle médiévale.

Cet article retrace l’histoire de l’île de Jersey.

## Préhistoire et Protohistoire
La première trace d'activité humaine sur ce qui est aujourd'hui l'île de Jersey (la séparation d'avec le continent s'est probablement faite vers 8 000 ans BP) remonte à environ 250 000 ans, époque à laquelle les grottes de La Cotte de Saint Brélade étaient probablement utilisées par des groupes d'individus comme base pour la chasse au mammouth et au rhinocéros. On retrouve des vestiges témoignant de la présence sporadique de groupes nomades. Entre 2015 et 2018, une dizaine de pierres gravées datées de la fin du Magdalénien a été mise au jour, constituant peut-être « la première preuve d'expression artistique découverte dans les îles britanniques ». Au Néolithique, les premières communautés sédentaires s'installent sur l'île ; de cette période subsistent plusieurs sites funéraires, et notamment des dolmens. Le nombre, la taille et la localisation de ces mégalithes — en particulier à La Hougue Bie — laissent penser qu'il existait alors une organisation sociale exerçant son autorité sur un espace étendu, incluant les côtes environnantes, et capable de mener de tels projets de construction à grande échelle. Les recherches archéologiques ont montré que les populations présentes sur l'île commerçaient avec la Bretagne et la côte sud de la Grande-Bretagne.
Durant l'âge du bronze, les pratiques funéraires des populations jersiaises évoluent. Les sépultures mégalithique tombent en désuétude. Les cendres issues de la crémations des défunts sont enfermées dans des urnes en céramique. L'île se caractérise aussi par un nombre important de dépôts d'objets en bronze. Certains promontoires sont mis en défense (éperon barré) à la fin de l'âge du bronze, à l'instar du site du Câtel de Rozel.
Durant la période laténienne, l’île de Jersey devient un relais important dans le commerce trans-Manche entre les côtes armoricaines et le littoral du sud de la Grande-Bretagne, plus précisément entre le port coriosolite d’Alet et l’emporion durotrige d’Hengistbury Head. Les découvertes archéologiques indiquent que la situation de l'île diffère de celle de Guernesey. La fin de l'âge du fer (120 à 50 av. J.-C.) se caractérise à Guernesey par la multiplication des sépultures de guerriers, mais il n'en existe aucune à Jersey. À l'inverse, de très nombreux dépôts monétaires y ont été mis au jour. Un trésor monétaire de plus de 2 500 pièces de monnaie provenant de différentes parties de la Gaule et de la Grande-Bretagne a été découvert au Câtillon. Si la majeure partie des monnaies a été frappée par la tribu des Coriosolites, d'autres tribus gauloises y sont représentées parmi lesquelles les Osismes, les Riedones, les Baïocasses, les Cénomans et les Abrincates. Quelques monnaies britonnes (Durotriges) ont aussi été mises au jour. Par la suite, un trésor encore plus important a été mis au jour à Grouville en 2012. Il comprend plus de 70 000 pièces, et son enfouissement date de 50 à 30 ans av. J.-C., après la conquête des Gaules. Une partie des monnaies a été frappée par la tribu des Coriosolites, mais aussi par les Osismes, les Riedones, les Vénètes et les Baïocasses. Quelques monnaies britonnes ont aussi été mises au jour. Pour expliquer la singularité des données archéologiques jersiaises de cette époque, des numismates et historiens français ou britanniques (Jean-Baptiste Colbert de Beaulieu, Léon Fleuriot, Philip de Jersey, etc.) ont émis l'hypothèse que le contrôle politique de l'île relevait de la tribu des Coriosolites.

## Antiquité
De la période gallo-romaine, il n'existe que peu de données archéologiques, comparativement à Guernesey, mais l'île apparaît clairement romanisée. De nombreux tessons de poteries gallo-romaines ont été mises au jour, ainsi qu'une broche de style britto-romain. Il existe les restes d'un fanum, petit temple gallo-romain, au Pinacle.
Selon une interprétation ancienne de l’Itinéraire d'Antonin, l'île s'appelait Caesarea, ce qui explique le surnom traditionnel de « Césarée » que l'on retrouve dans la littérature et dans des noms d'associations de nos jours. En réalité, il s'agit vraisemblablement de l'île mentionnée Andium, forme latinisée avec une désinence de neutre, qui repose sur un radical gaulois and- représentant une particule intensive signifiant « très ». Andium serait donc « la très grande (île) ». Or, Jersey se trouve bien être la plus grande des îles mentionnées dans l’Itinéraire d’Antonin qui se situe entre Aurigny et Ouessant. En revanche Caesarae représente peut-être l'île de Sercq ou les Minquiers.
Durant le Bas-Empire, l'île de Jersey est rattachée au système de défense romain du littoral, le Tractus Armoricanus et Nervicanus.

## Moyen Âge

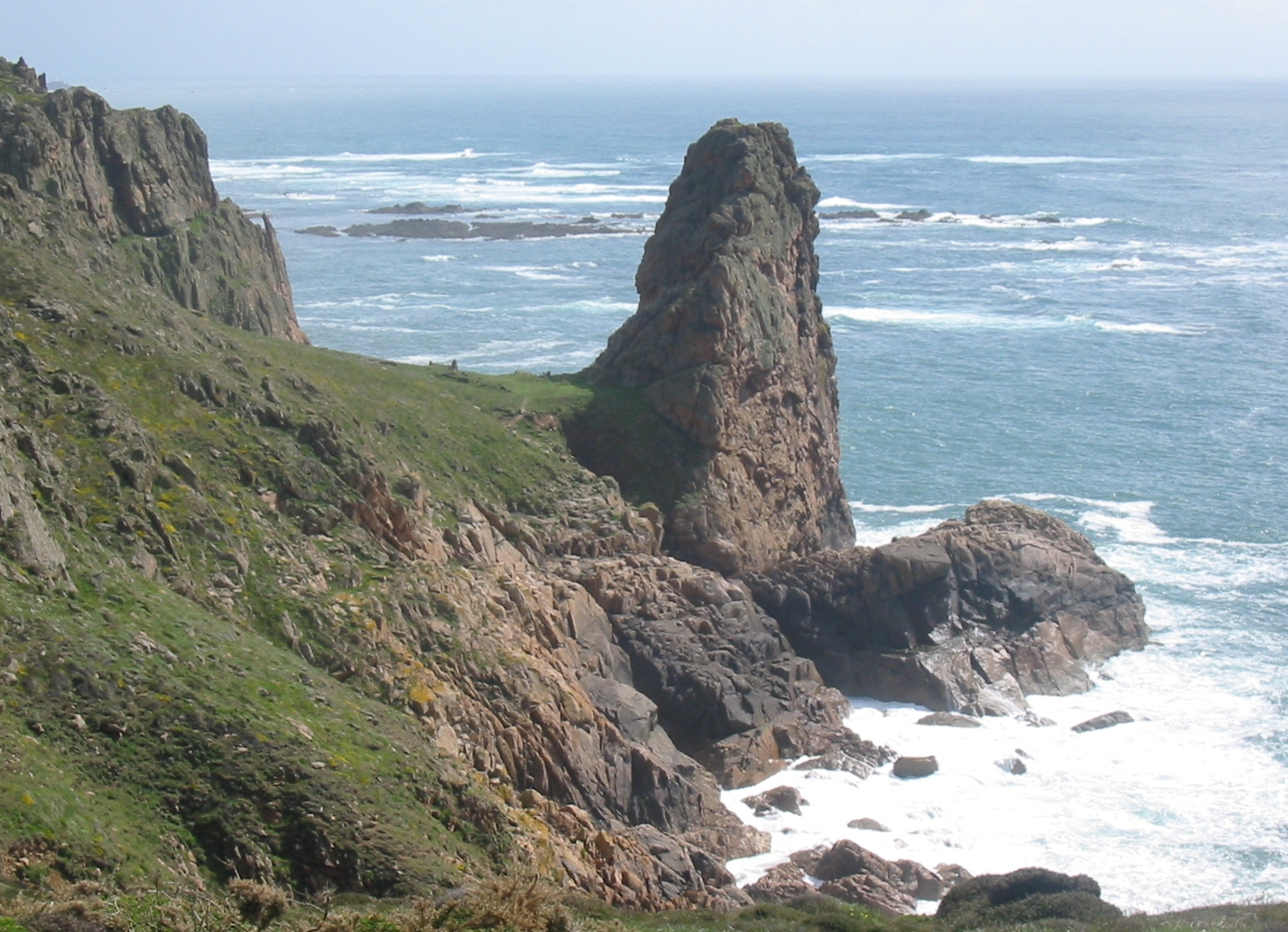
Le Pinacle.

Selon la vie de saint Marcouf, vers 550, une troupe de pirates saxons aurait attaqué Jersey.
Au VIe siècle, selon l'hagiographie, Saint Hélier aurait évangélisé Jersey, demeurant une quinzaine d'années sur un rocher dans la baie de la Ville avant sa décapitation dans l'île par d'autres Saxons. Saint Hélier, originaire de Tongres en Belgique, est envoyé avec son compagnon Romard par saint Marcouf, prêtre du diocèse de Coutances. Le village construit autour de l'église fondée à sa mémoire sur les dunes de la côte voisine est devenu la ville de Saint-Hélier, capitale de l'île. Une chapelle médiévale, l’ermitage de Saint-Hélier, construite sur le rocher sur lequel le saint est réputé avoir vécu, se visite chaque année le 16 juillet, fête patronale, avec pèlerinage municipal et œcuménique.
L'hagiographie bretonne, notamment la Vita Sancti Samsonis, indique que les îles anglo-normandes furent données par Childebert à Samson de Dol, et revendique la possession des îles de Jersey, Guernesey et Sercq au profit de l’évêché de Dol. Le chef breton Judual y aurait notamment levé une armée pour renverser le comte Conomor. Les récentes découvertes archéologiques tendent à montrer que Jersey et les îles anglo-normandes relèvent durant le haut Moyen Âge de l'espace culturel breton (tradition érémitique celtique, présence d'un clergé breton, architecture de l'habitat de type « oval long houses »),. Une communauté monastique est active sur l'île Agois, au moins jusqu'au VIIIe siècle. Elle est associée à la tradition celtique de l'ermitage insulaire. La plus ancienne trace écrite pour la période du haut Moyen Âge à Jersey est une inscription celtico-latine, datée du VIe siècle gravée sur un pilier roman, exposée à l'église paroissiale de St Lawrence. Une autre inscription sur le même pilier, datée du IXe siècle, est quant à elle d'inspiration hiberno-nordique,. La chronique des abbés de Fontenelle indique que sous l'abbatiat de Gervold (787-807), Jersey, nommée Angia, est alors peuplée de Bretons, dirigés par un certain Anawerith,. Malgré les données hagiographiques, historiques et archéologiques, la présence supposée d'une population bretonne sur Jersey n'a pas laissé de traces dans la micro-toponymie de l'île ni dans son organisation paroissiale.
Le poète jersiais Wace relate dans sa chronique, le Roman de Rou, les incursions des Vikings sur les îles de la côte du Cotentin. Les Vikings s'implantent durablement dans l'île, c'est la raison pour laquelle elle perd son nom ancien pour prendre son nom actuel. Il est sans doute issu du vieux norrois. Il est attesté d'abord sous les formes insula Gersoi 1022/1026, insula Gerseii, var. Gersey, Gersei, Gersoii en 1042. Il existe différentes hypothèses, dont celle de l'anthroponyme Geirr ou Geiri, auquel s'ajoute -ey « île ». Une autre interprétation fait appel à un radical vieux norrois (jorð « terre »). 
Toujours selon Wace, le duc de Normandie Robert le Magnifique a visité Jersey vers 1030. Dans une charte datée de 1022/1026, le duc offre à l’abbaye du Mont-Saint-Michel une terre à Jersey (Gersoi), attestant que l'île relève dorénavant du duché de Normandie. Il est cependant probable que Jersey, à la suite de l'effondrement du royaume breton face aux invasions vikings en 919, fut rattachée à la Normandie et au diocèse de Coutances dès 933. Victorieux d'Harold II en 1066 à Hastings, le duc Guillaume le Conquérant monte sur le trône d'Angleterre, mais continue à administrer ses possessions françaises dans le cadre d'une entité séparée pour laquelle il est vassal du roi de France. Jersey continue donc à faire partie du duché de Normandie. Les Normands introduisent dans l'archipel des innovations architecturales, tant dans le bâti des églises que dans l'érection de défenses castrales. Mais en 1204, Philippe Auguste conquiert la Normandie continentale. Les îles anglo-normandes restent des possessions personnelles du roi d'Angleterre, et c'est sur les Constitutions octroyées par le roi Jean que repose le statut particulier dont elles disposent encore aujourd'hui.
À partir de 1204, les îles anglo-normandes deviennent l'un des enjeux de la rivalité entre le roi d'Angleterre et le roi de France. C'est à cette époque qu'est construit le château de Mont-Orgueil, pour servir de forteresse royale et de base militaire. Pendant la guerre de Cent Ans, l'île est attaquée à de nombreuses reprises, et même occupée pendant deux ou trois ans, vers 1380. En raison de l'importance stratégique de Jersey, ses habitants obtiennent de la monarchie anglaise un certain nombre de privilèges. Au cours de la guerre des Deux-Roses, l'île est occupée par la France pendant sept ans, de 1461 à 1468, avant que Sir Richard Harliston (en) ne la reprenne pour le compte du roi d'Angleterre.

## Époque moderne
Au XVIe siècle, la plupart des Jersiais adoptent le religion protestante et le style de vie devient très austère. L'usage croissant de la poudre à canon sur le champ de bataille conduit à améliorer les fortifications de l'île ; une nouvelle forteresse est construite pour défendre la baie de Saint-Aubin. Sir Walter Raleigh, alors gouverneur de l'île, lui donne le nom de Château Élizabeth, en l'honneur de la reine. La milice de l'île est réorganisée sur une base paroissiale, chaque paroisse devant entretenir deux canons, que l'on conservait habituellement dans l'église. Un de ceux de la paroisse Saint-Pierre peut encore être observé, aux pieds du Beaumont.

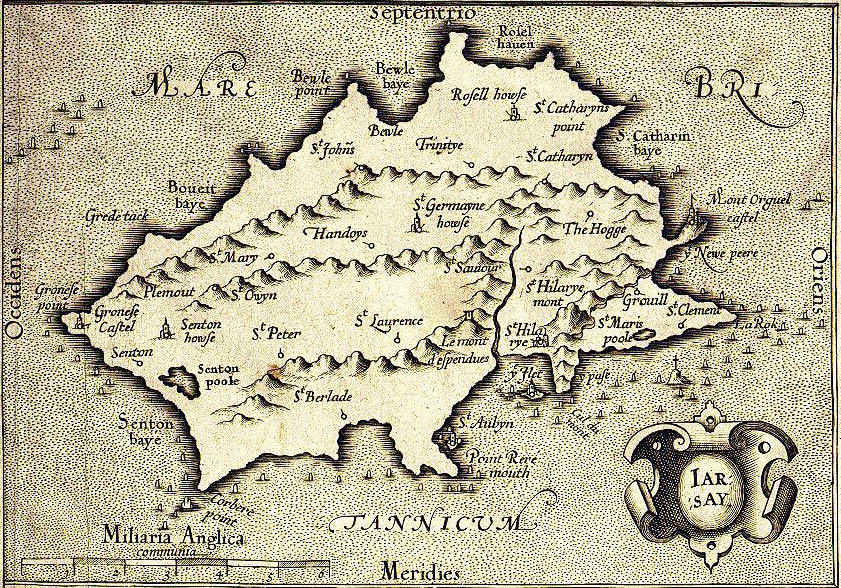
Sur cette carte de Jersey, établie en 1639, le tracé du littoral reste très approximatif.

La production de vêtements de laine prend une telle ampleur à cette époque que des lois doivent être promulguées pour définir strictement quelles personnes pouvaient tisser. Une partie de la population de l'île est également impliquée dans les pêcheries de Terre-Neuve : les bateaux quittaient l'île en février-mars, après un office religieux en l'église de Saint-Brélade, et ne revenaient qu'en septembre-octobre. Dans les années 1640, l'Angleterre est ravagée par la guerre civile, et les troubles se répandent en Écosse et en Irlande. Jersey aussi se divise ; la majorité des habitants est favorable au Parlement, tandis que la famille Carteret, qui soutient le roi, conserve le contrôle de l'île.
Le futur roi Charles II visite l'île en 1646, puis en 1649, peu après l'exécution de son père. C'est sur la place du Marché, à Saint-Hélier, que Charles est proclamé roi publiquement. En 1651, les troupes parlementaires finissent par prendre l'île. Plus tard, en remerciement pour l'aide qu'il lui avait apporté pendant son exil, Charles II accorde à George Carteret, bailli et gouverneur de l'île, des terres dans les colonies américaines, auxquelles celui-ci donne le nom de New Jersey — qui est aujourd'hui le nom d'un État des États-Unis.
En 1738, le roi Georges II nomme Jean Cavalier, chef des camisards, lieutenant gouverneur de Jersey.
Jusqu'à la fin du XVIIe siècle, les liens entre Jersey et l'Amérique se renforcent, et beaucoup d'insulaires émigrent en Nouvelle-Angleterre et dans le nord-est du Canada. Les marchands de Jersey se constituent un empire commercial florissant, notamment dans les pêcheries de Terre-Neuve et de Gaspésie. La Chambre de commerce de Jersey, crée le 24 février 1768, est la plus ancienne du Commonwealth.
Le code de 1771 rassemble pour la première fois dans un même ouvrage l'ensemble des lois s'appliquant à Jersey, et à compter de cette date, les limites entre les attributions de la Cour royale et des États de Jersey furent précisées, les États étant désormais seuls détenteurs du pouvoir législatif.
Le méthodisme arrive sur Jersey en 1774, introduit par des pêcheurs de retour de Terre-Neuve. Cela provoqua des conflits avec les autorités civiles lorsque des hommes commencèrent à refuser de se rendre aux entraînements de la milice lorsqu'ils se déroulaient en même temps que les réunions méthodistes. La Cour royale tenta d'interdire ces dernières, mais le roi George III refusa une telle restriction de la liberté de religion. Le premier ministre du culte méthodiste fut nommé en 1783 ; John Wesley prêcha à Jersey en août 1789. Le premier bâtiment spécialement consacré au culte méthodiste fut construit à Saint-Ouen en 1809.
En raison des tensions permanentes entre la France et la Grande-Bretagne au XVIIIe siècle, l'île est constamment sur le pied de guerre. Pendant la guerre d'indépendance américaine, deux tentatives d'invasion ont lieu : en 1779, le prince de Nassau ne parvient pas à débarquer dans la baie de Saint-Ouen ; le 6 janvier 1781, des troupes sous le commandement du baron de Rullecourt prennent Saint-Hélier, avant d'être vaincues par l'armée britannique du major Peirson, lors de la bataille de Jersey. Vers 1799-1800 après l'évacuation des Pays-Bas par les troupes alliées, six mille soldats russes sont cantonnés sur l'île.

## LeXIXesiècle
La période d'après-guerre napoléonienne était une période de division politique pour l'île. En 1821, il y a eu une élection pour les jurats. Les laurélites Saint-Laurentais (conservateurs) ont attaqué l'auberge dans leur village où les roses (les descendants) tenaient une réunion. Ils ont endommagé le bâtiment et blessé l'aubergiste et sa femme. Le jour du scrutin à Saint-Martin, un certain nombre d'électeurs de Rose ont été attaqués, après quoi la plupart des hommes de Rose se sont abstenus de voter. Bien que le candidat Rose ait remporté la victoire au bout du compte, il a fait face à un certain nombre de poursuites pour fraude électorale, de sorte que le candidat laurélite George Betram a finalement pris ses fonctions.
La livre tournois était restée en usage au fil des siècles. Supprimée pendant la Révolution française, elle n'était plus émise, mais continua d'avoir cours jusqu'en 1834, date à laquelle la réduction du volume monétaire en circulation et les difficultés qui s'ensuivirent pour le commerce conduisirent à adopter la livre sterling comme monnaie d'échange.
Au cours du siècle, Jersey et Guernesey accueillirent de nombreux réfugiés politiques européens : nationalistes polonais, hongrois et italiens ; révolutionnaires français, faisant de ces îles de la Manche un foyer littéraire et politique et un centre de la propagande républicaine et sociale notamment à travers les ouvrages de Victor Hugo et le journal L’Homme de Charles Ribeyrolles, diffusés dans toute l’Europe.

## LeXXesiècle
La langue anglaise a été autorisée dans les débats publics dans les États de Jersey en 1901, et la première loi établie principalement en anglais est la loi sur l'impôt sur le revenu de 1928.
Émotionnellement, le XXe siècle a été dominé par l'occupation de l'île par les troupes allemandes de la Wehrmacht entre 1940 et 1945, qui a vu près de 8 000 habitants de l'île évacués, 1 200 habitants de l'île déportés dans des camps en Allemagne et plus de 300 habitants de l'île condamnés à la prison et envoyés en camps de concentration dans l'Europe nazie (principalement à Neuengamme). 20 décèdent par la suite.
Les habitants de l'île ont enduré également une quasi-famine pendant l'hiver 1944-45, après avoir été coupés du reste de l'Europe par les forces alliées lors de la tête de pont du débarquement de Normandie, une quasi-famine qui ne fut évitée que par l'arrivée du navire de ravitaillement Vega de la Croix-Rouge en décembre 1944.
Le jour de la Libération — le 9 mai — est marqué comme étant un jour férié. Les îles ont été le seul endroit appartenant à la Couronne occupé par les troupes allemandes pendant la Seconde Guerre mondiale.
L'événement qui a eu le plus d'effet sur Jersey à l'époque moderne est la croissance de l'industrie financière dans l'île dans les années 1960.